# Avinguda Miquel Batllori
L'Avinguda Miquel Batllori de Lleida, és una gran avinguda d'1 km que connecta el barri de Cappont i el centre de Lleida amb el barri de la Bordeta. Actualment compta amb 2 carrils de circulació per a cada sentit, carril bici i voreres d'uns 3m d'amplada de mitjana. A més a més, en certs trams disposa d'un carrer annex amb zones d'aparcament i d'accés als edificis futurs. Es troba a la zona d'expansió La Copa d'Or, la qual està acollint grans empreses comercials en els últims anys.
L'Avinguda conté dues rotondes que permeten un millor accés a l'Avinguda President Josep Irla i a la LL-11. En certs trams les interjeccions són regulades mitjançant semàfors, tot i que aquests únicament funcionen amb la llum groga intermitent, ja que el poc flux de vianants fa innecessari disposar d'una regulació de pas. Entrant a la Bordeta, això sí, els encreuaments sí tenen semàfors de prioritat de pas, ja que en aquella zona hi ha edificis i més vianants. Està decorada amb arbres a les voreres en cada costat d'avinguda.
L'Avinguda té un passeig a un dels costats que permet als vianants caminar còmodament gràcies a la seva amplada. Té una il·luminació amb llums LED càlids que donen visibilitat a la via.